# Track & Field Sports Complex
 (signalé en mai 2025).
Si vous disposez d'ouvrages ou d'articles de référence ou si vous connaissez des sites web de qualité traitant du thème abordé ici, merci de compléter l'article en donnant les références utiles à sa vérifiabilité et en les liant à la section « Notes et références ».
- Archive Wikiwix
- Bing
- Cairn
- DuckDuckGo
- E. Universalis
- Gallica
- Google
- G. Books
- G. News
- G. Scholar
- Persée
- Qwant
- (zh) Baidu
- (ru) Yandex
- (wd) trouver des œuvres sur Wikidata

Le Track & Field Sports Complex est un stade multifonction à Bandar Seri Begawan, au Brunei. Il est actuellement utilisé principalement pour les matchs de football, les jeux d'athlétisme. Le stade accueille 1 700 personnes.